# Anselm von Canterbury

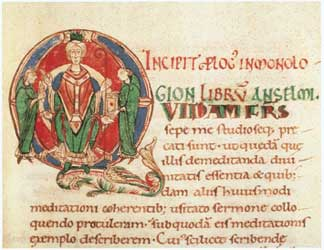
Miniatur des Anselm aus dem Monologion (spätes 11. Jahrhundert)

Anselm von Canterbury OSB (im lateinischen Anselmus Cantuariensis; auch nach seinem Geburtsort Anselm von Aosta oder nach seinem Kloster Anselm von Bec genannt; * um 1033 in Aosta, heute in Italien; † 21. April 1109 in Canterbury, England) war ein Theologe, Erzbischof und Philosoph des Mittelalters. Er wurde heiliggesprochen, wird vielfach als Begründer der Scholastik („Vater der Scholastik“) angesehen und ist Hauptrepräsentant der Frühscholastik. Seit 1720 trägt er den Ehrentitel Kirchenlehrer.

## Leben

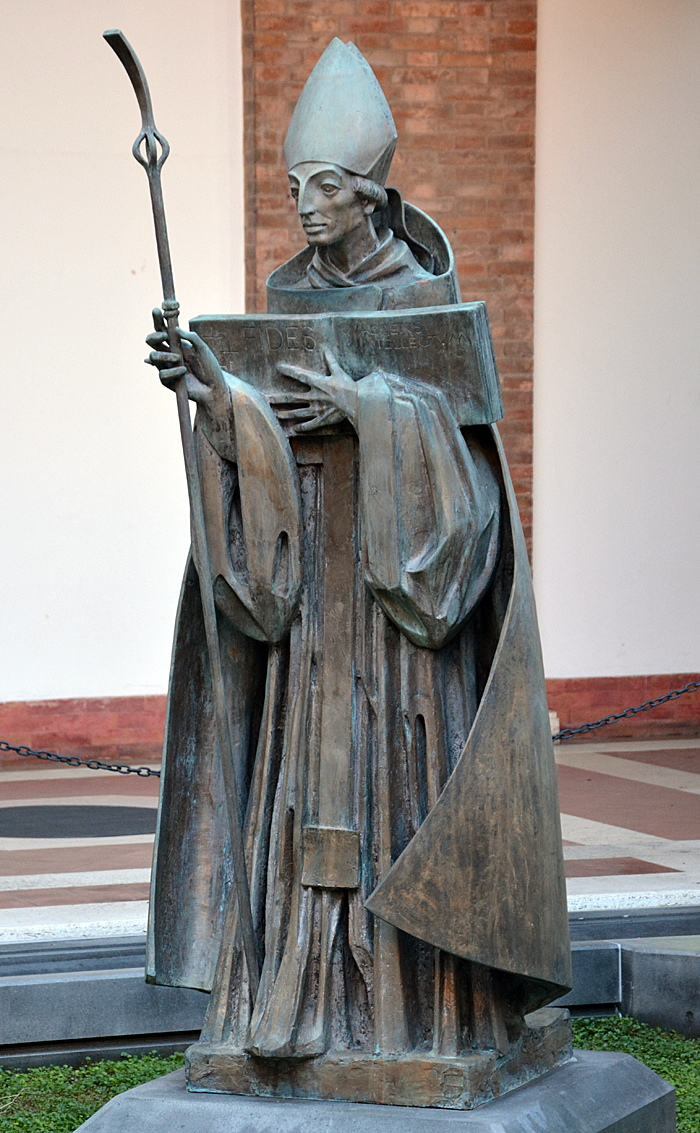
Statue im Päpstlichen Athenaeum Sant’Anselmo in Rom

Anselm wurde 1033 in Aosta geboren, das um die Zeit seiner Geburt an die Grafen von Savoyen gefallen war. Seine Eltern stammten aus verschiedenen Adelsfamilien, sein Vater Gundulf war langobardischer Abstammung, seine Mutter Ermenberga stammte aus Burgund und war sehr wahrscheinlich mit den Grafen von Savoyen verwandt. Mit fünfzehn Jahren suchte er den Eintritt in ein nahegelegenes Kloster, was ihm aber verweigert wurde, wohl weil sein Vater eine politische Karriere für ihn vorgesehen hatte.
Mit 23 Jahren verließ Anselm seine Heimat und zog drei Jahre durch Frankreich, bis er, angezogen vom Ruhm Lanfrancs, zur Benediktiner-Abtei Le Bec kam. Nach einigem Zögern trat er ein Jahr später, im Jahre 1060, in diese Abtei ein. Schon drei Jahre später wurde er zum Prior gewählt, weitere 15 Jahre später zum Abt. In diese Zeit fallen auch seine ersten philosophischen und theologischen Werke, insbesondere seine beiden berühmten Schriften Monologion und Proslogion.
Als Lanfranc, inzwischen Erzbischof von Canterbury, 1089 starb, wurde Anselm von vielen als sein Nachfolger favorisiert, doch erst 1093 von William II. ins Amt gesetzt. In den nachfolgenden vier Jahren trugen die beiden als Vertreter der weltlichen und geistlichen Macht miteinander den Investiturstreit in England aus. Im Jahre 1097 bekam Anselm die Erlaubnis, Rom aufzusuchen, von wo er sich Hilfe erhoffte, die er jedoch nur in beschränktem Maße erhielt. Die Rückkehr nach England wurde ihm von William verweigert, weshalb Anselm von 1097 bis zu Williams Tod im Jahre 1100 in Lyon im Exil lebte.
Unter dessen Nachfolger Henry I. konnte Anselm nach England zurückkehren, musste jedoch 1103 bis 1107 ein weiteres Mal ins Exil gehen. Nach England zurückgekehrt, starb er 1109.
Anselm wurde 1494 heiliggesprochen und 1720 von Clemens XI. zum Kirchenlehrer ernannt.

## Lehren und Wirken
Anselm, bei dem auch der Neuplatonismus greifbar ist, formuliert in der Vorrede zum Proslogion in zwei vielzitierten Sätzen eine der Grundpositionen der Scholastik, mit der er das Verhältnis von Glaube und Vernunft bestimmt:
- Fides quaerens intellectum[5] – „Glaube, der nach Einsicht sucht“[6]
- Credo, ut intelligam[5] – „Ich glaube, damit ich verstehe“[6]

Nachhaltige Wirkung hatte zudem Anselms ontologischer Gottesbeweis, der sich ebenfalls im Proslogion, eigentlich einer Meditation über das Wesen Gottes, befindet. Er gehört zu den am meisten diskutierten Argumenten in der Philosophiegeschichte. Philosophen wie Thomas von Aquin, Hegel, Descartes und Kant setzten sich kritisch damit auseinander. Ausgangspunkt des Argumentes ist der bei Augustinus entlehnte Satz, Gott sei „das, worüber hinaus Größeres nicht gedacht werden kann“ (aliquid quo maius nihil cogitari potest). Die Rekonstruktionen des Argumentes sind nicht einheitlich, der Grundgedanke ist jedoch folgender: Wir können denken, dass etwas ist, über das Größeres nicht gedacht werden kann. Etwas, das sowohl im Geist (in intellectu) als auch in Wirklichkeit (in re) existiert, ist größer als etwas, das nur im Geiste ist. Wenn wir also etwas denken können, über das Größeres nicht gedacht werden kann, muss dieses auch in Wirklichkeit existieren (denn sonst wäre es etwas, über das Größeres gedacht werden kann).
In der Schrift Cur Deus Homo vertritt er die Lehre, die Erlösung durch Christus sei als Befriedigung des gerechten Zornes Gottes durch den Tod Christi zu verstehen (Satisfaktionslehre). Bekannt ist auch sein Streit mit Johannes Roscelin, den er als extremen Nominalisten einstufte.

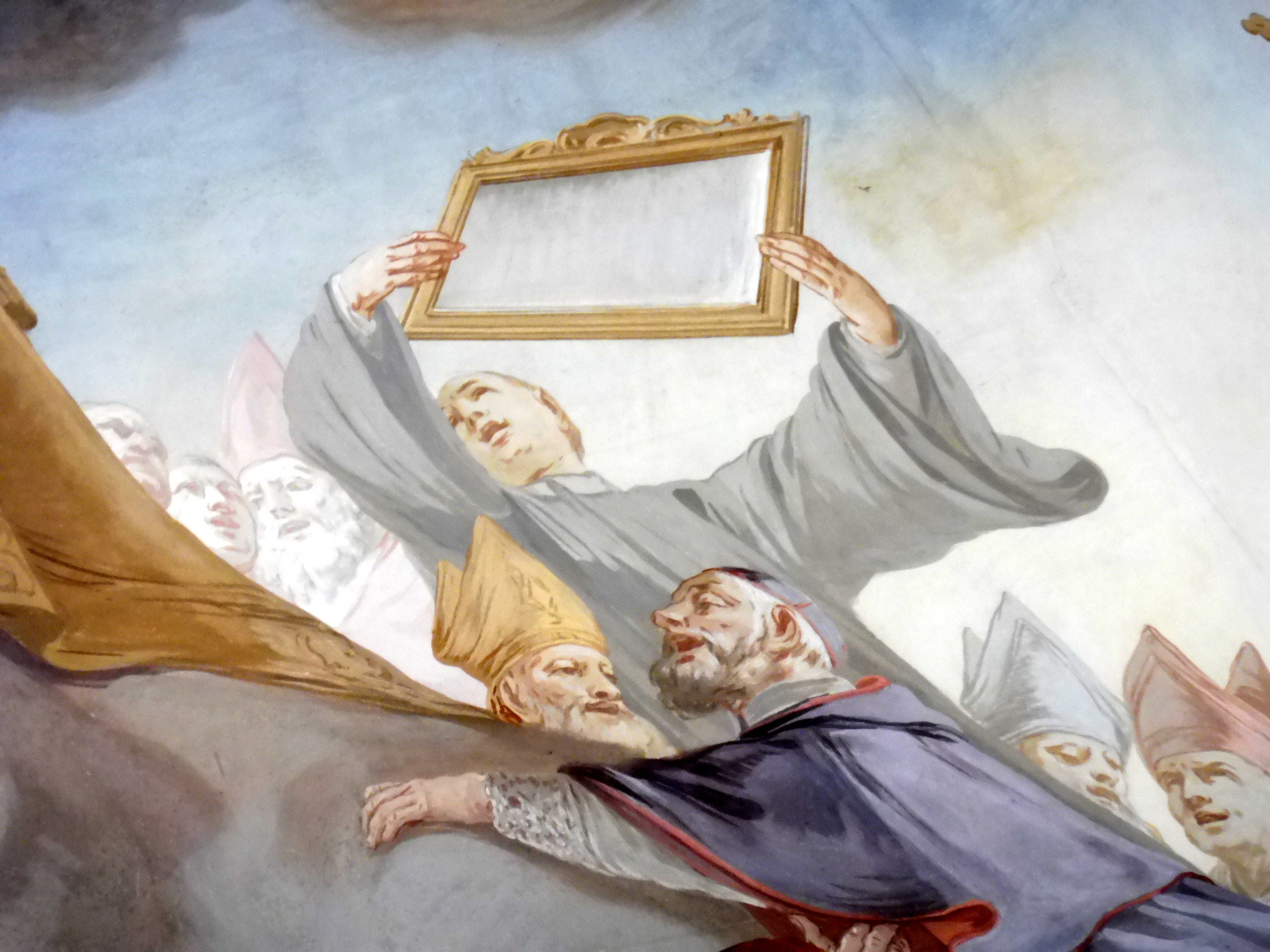
Anselm mit Spiegel. Fresko in der Stiftskirche, Rott am Inn

Von seinen weiteren Schriften sind vor allem das Monologion, in dem er ebenfalls die Existenz Gottes samt dessen Eigenschaften herzuleiten versucht (siehe auch Natürliche Theologie), sowie die Schrift De Veritate, die sich nicht nur mit der Wahrheit, sondern auch mit der Gerechtigkeit beschäftigt, zu nennen.
Sein Gedenktag ist in der katholischen (kein gebotener Gedenktag), evangelischen und anglikanischen Kirche der 21. April. Die Enzyklika Communium rerum von Papst Pius X. vom 21. April 1909 ist dem 800. Todestag des Heiligen Anselm von Aosta gewidmet.
Die auf Martin Grabmann zurückgehende Bezeichnung „Vater der Scholastik“ lässt eine hohe Wertschätzung Anselms erkennen. Zwar wird dieser Beiname auch heute noch häufig genannt, wenn man über Anselm und dessen Einfluss auf die Scholastik spricht. In der gegenwärtigen Forschung wird Anselm dagegen eher als „Wegbereiter der Scholastik“ gewürdigt, bei dem lediglich Ansätze der scholastischen Methode vorzufinden sind, der sie jedoch selbst noch nicht anwendet.
Kritisch wird zu Anselm angemerkt, er habe „zum ersten Mal in der abendländischen Christenheit“ die Gefahr eines „deduktiven Rationalismus“ heraufbeschworen.

## Werke
Das Gesamtwerk Anselms lässt sich in philosophisch-theologische bzw. doktrinale Schriften, spirituell-aszetische Werke und Briefe gruppieren. Zu den philosophisch-theologischen Schriften zählen beispielsweise Werke wie Monologion, Proslogion oder Cur Deus homo. Die spirituell-aszetischen Werke sind Gebete und Betrachtungen. Nach textkritischer Erfassung und Prüfung werden nunmehr nur noch 19 von früher 75 Anselm zugeschriebenen Gebeten und drei von zuvor 21 Betrachtungen als authentisch betrachtet. Durch die umfangreiche Korrespondenz Anselms stellt die Sammlung der Briefe den größten Teil seines Gesamtwerkes dar.
- Monologion (Gottes- u. Trinitätslehre)
- Proslogion
- Liber contra insipientem auch Liber apologeticus contra Gaunilonem (Verteidigung und Ergänzung des ontologischen Gottesbeweises des Proslogion)[11]
- De grammatico (u. a. Unterscheidung zwischen significatio (Bedeutung) und appellatio (Benennung))
- De veritate (Über die Wahrheit)
- De libertate arbitrii
- De casu diaboli (über den Ursprung des Bösen)
- De fide trinitatis et incarnatione verbi (gegen Roscelin v. Compiègne)
- Cur deus homo (1094 begonnen, 1098 in der Verbannung bei Capua vollendet)
- De conceptu virginali et originali peccato (behandelt die Frage, wie Gottes Sohn habe Mensch werden können, ohne damit Sünder zu werden)
- De concordia praescientiae et praedestinationis et gratiae Dei cum libero arbitrio (dogmatische Schriften)

- Homilien[12]
- Meditationen (Betrachtungen)
- Orationen (Gebete)

- Briefe

- MS-B-203 – (Ps.-)Anselmus Cantuariensis. Bonaventura. (Ps.-)Augustinus. (Ps.-)Bernardus Claraevallensis. Arnulfus de Boeriis. Petrus de Alliaco (Theologische Sammelhandschrift). Kreuzherrenkonvent(?), Düsseldorf [um 1508], Digitalisat

## Gedenktag
- evangelisch: 21. April (Evangelische Kirche in Deutschland, Evangelisch-Lutherische Kirche in Amerika und Lutherische Kirche – Missouri-Synode)
- anglikanisch: 21. April[13]
- römisch-katholisch: 21. April

## Editionen und Übersetzungen
- S. Anselmi Cantuariensis Archiepiscopi Opera Omnia 4. Hrsg. von Franciscus Salesius Schmitt. Stuttgart/Bad Cannstatt 1968, S. 118 f., 124 f. (lat. Text).
- Anselm von Canterbury: The Letters of Saint Anselm of Canterbury 2 (= Cistercian Studies Series, Bd. 97). Übers. von Walter Fröhlich, Kalamazoo 1993, S. 177 f., 184–186.
- Über die Wahrheit / De veritate (= Philosophische Bibliothek. Bd. 535). Übersetzt, mit einer Einleitung und Anmerkungen hrsg. von Markus Enders. Meiner, Hamburg 2001, ISBN 978-3-7873-1646-5.